# Еріка Марінгер
Еріка Марінгер  (нім. Erika Mahringer, 16 листопада 1924) — австрійська гірськолижниця, олімпійська медалістка.

## Виступи на Олімпіадах
| Олімпіада        | Дисципліна              | Місце |
| ---------------- | ----------------------- | ----- |
| Санкт-Моріц 1948 | швидкісний спуск        | 19    |
| Санкт-Моріц 1948 | слалом                  | 3     |
| Санкт-Моріц 1948 | гірськолижна комбінація | 3     |
| Осло 1952        | швидкісний спуск        | 4     |
| Осло 1952        | гігантський слалом      | 17    |
| Осло 1952        | слалом                  | 22    |